# 컴퓨터 중독

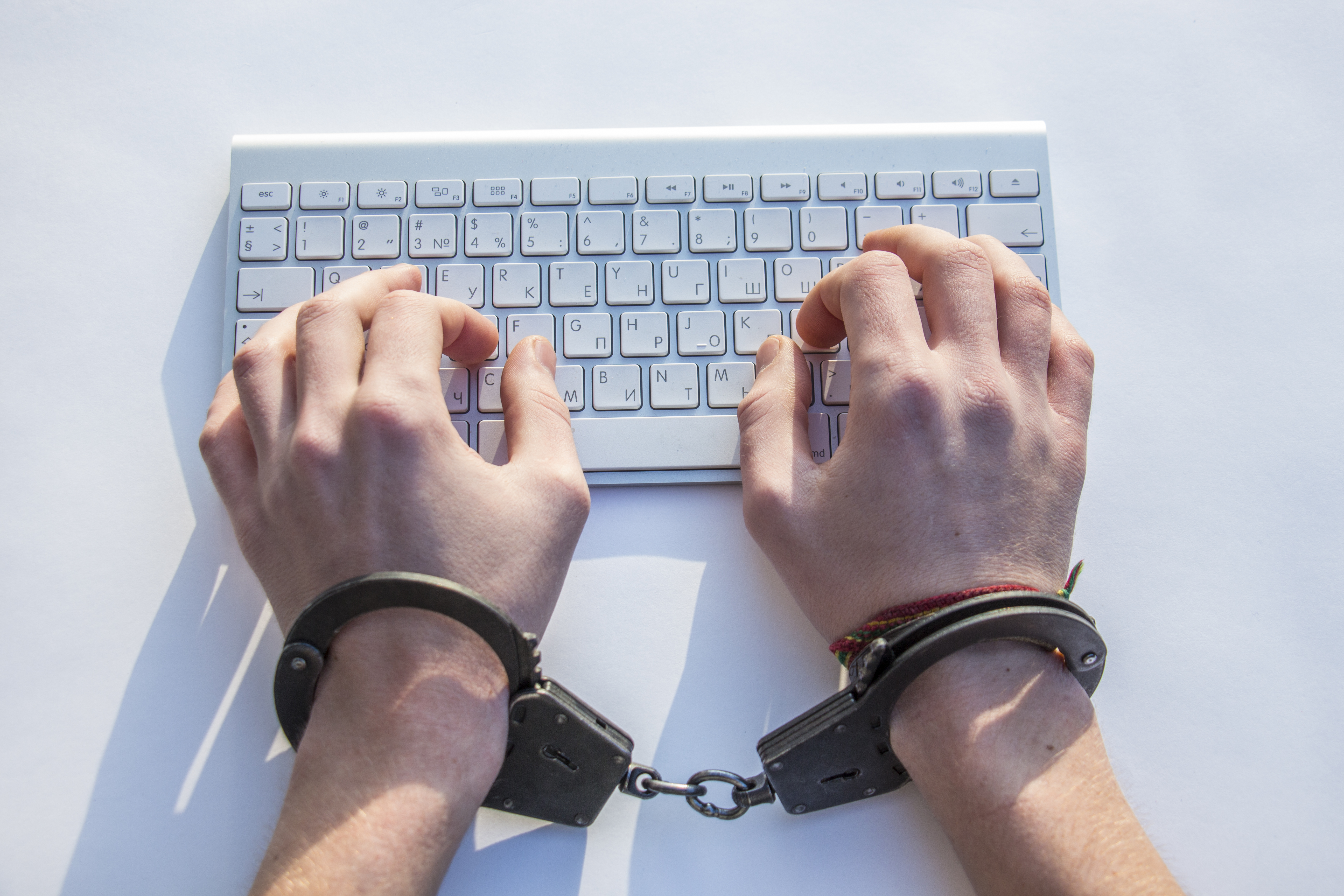

컴퓨터 의존증(Computer addiction)은 일상 생활을 간섭할 정도로 컴퓨터를 과다하게 사용하는 장애를 가리킨다. 세부 분야로 인터넷 탐닉장애, 컴퓨터 게임 의존증이 있다.

## 같이 보기
- 행동 현대성
- 컴퓨터 분노
- 디지털 미디어 사용과 정신건강
- 게임 중독